# Minden Peak
Der Minden Peak ist ein 670 m hoher Berg auf Südgeorgien im Südatlantik. Er ragt südwestlich des Echo-Passes auf.
Der Berg diente dem 1. Bataillon des Royal Regiment of Fusiliers als Trainingsgelände. Das UK Antarctic Place-Names Committee benannte ihn 1992 nach der Schlacht bei Minden am 1. August 1795, an der dieses Regiment beteiligt war.